# Maurizio Oviglia
Maurizio Oviglia (Torino, 9 giugno 1963) è un alpinista, arrampicatore e scrittore italiano.
Ha aperto più di tremila vie nuove soprattutto nelle Alpi, in Sardegna, Sicilia e Corsica ma anche in Venezuela, Marocco, Turchia e Messico. Con i suoi libri e le sue fotografie ha contribuito a far conoscere in tutto il mondo l'arrampicata sportiva in Sardegna, dove ha aperto un gran numero di itinerari. Ha scritto articoli per tutte le testate specializzate nazionali ed internazionali, è autore di una ventina di guide di arrampicata sulla Sardegna, Piemonte e Corsica. Per dieci anni è stato redattore della rivista internazionale Vertical Magazine. È accademico del CAI e socio dell'Alpine Club inglese. È Istruttore Nazionale di arrampicata libera del CAI.

## Biografia
Inizia ad andare in montagna con il padre a 9 anni, a 11 anni sale il suo primo 4000. Successivamente compie un gran numero di ascensioni in alta quota sulle Alpi sino alla morte prematura del padre avvenuta nel 1977. Continua l'attività con il Club Alpino Italiano e la Giovane Montagna di Torino con cui si avvicina allo sci alpinismo. Nel 1979 inizia da autodidatta ad arrampicare, nel 1982 apre la sua prima via in Val di Susa. In breve ripete e apre un gran numero di vie e cascate di ghiaccio estreme, spesso in cordata con Daniele Caneparo. Il suo terreno prediletto spazia dalle Alpi Marittime al Monte Bianco.
Nel 1984 conosce la Sardegna durante il servizio di leva e vi apre diverse vie nuove in stile tradizionale. Rientrato a Torino lavora nel campo grafico e come pubblicista. Pubblica la sua prima guida di arrampicata nel 1987, Arrampicate in Valle dell'Orco, Edizioni Melograno, in coppia con Roberto Mochino. Nel 1986 si trasferisce definitivamente a Cagliari. Nel 1988 pubblica la sua prima guida della Sardegna Pietra di Luna per le Edizioni Saredit. Nel corso degli anni ne verranno fatte cinque edizioni tradotte anche in inglese, francese e tedesco. Nel 1991 Sardegna Non solo Mare per il CDA di Torino.
Dal 1985 inizia l'attività di chiodatore di vie sportive in tutta la Sardegna che lo porterà anche a lavorare per numerosi enti pubblici specialmente dell'Ogliastra. Nel 1997 esce la guida Sardegna per la Collana della Guida dei Monti d'Italia edita da CAI e TCI. Nel 2000 il libro Rock Paradise che contiene tutte le arrampicate del Gran Paradiso, nel 2001 la guida delle arrampicate sportive in Corsica edita da Versante Sud, Milano. Nel 2005, sempre per la casa editrice Versante Sud, Passaggio a Nord Ovest arrampicate in Val di Susa, Val Chisone e Val Pellice, scritto in coppia con Fiorenzo Michelin. Nel 2010 Arrampicate in Valle dell'Orco. La collaborazione con Versante Sud continua con l'ideazione e la direzione dell'annuario internazionale UP.
Come alpinista, oltre le tante vie aperte principalmente nel Gran Paradiso ed in Sardegna, nel 2000 apre in cordata con Erik Svab "Nero su Bianco" sulle Aiguille Noire de Peuterey, 940 metri sino al IX- in stile tradizionale. Negli stessi anni inizia il sodalizio con Rolando Larcher con il quale apre in tutto il mondo itinerari molto difficili e apprezzati tra cui "Escalador Selvatico" 630 m sino al 7c+ (Venezuela, 2014), "Uc Muz" 600m sino all'8a sul Demirkazik (Turchia, 2005), "Sur le fil de la nuit", 560m sino al 7c+ (Taghia, Marocco, 2003) e "El lobo del desierto", 460m sino al 5.12d (Canyon Huasteca, Mexico, 2016). Nel 2017 ripete El Capitan in California per la via Free Rider.  Nel 2019 partecipa ad una spedizione esplorativa patrocinata dal CAI e dal Ministero del Turismo della Giordania in una nuova zona della Giordania a nord di Petra, dove apre numerose vie su pareti vergini. Ha compiuto anche spedizioni alpinistiche in Patagonia e Himalaya.

## Libri
- Arrampicate in Valle dell'Orco (1987) - Edizioni Melograno (Milano)
- Pietra di Luna" I edizione (1988) - Edizioni Sardedit (Cagliari) - Guida alle arrampicate della Sardegna - Con Beppe Domenichelli
  - Pietra di Luna" II edizione (1991) - Saredit Edizioni (Cagliari) - Guida alle arrampicate della Sardegna
- "Sardegna Non Solo Mare" (1991) Arrampicata, Escursionismo e Speleologia in Sardegna - CDA (Torino)
  - Pietra di Luna" III edizione (1995) - Fabula Editore (Cagliari) - in italiano e tedesco - Guida alle arrampicate della Sardegna
- "Sardegna" (1997) Collana dei Monti d'Italia, CAI/TCI (Milano)
- "Cartoguida Iglesiente" (1999) - Fabula Editore (Cagliari)
- "Rock Paradise" Arrampicate nel Gran Paradiso (2000) - Versante Sud (Milano)
- "Arrampicate Sportive in Corsica" (2001) - Versante Sud (Milano)
- "Gennargentu Ultimo Paradiso" (2001) - Fabula Editore (Cagliari) - in italiano e inglòese - con il fotografo Mattia Vacca
  - Pietra di Luna" IV edizione falesie (2002) - Fabula Editore (Cagliari) - in italiano, francese, inglese e tedesco - Guida alle arrampicate della Sardegna
- "Cartoguida Cala Gonone" (2005) - Fabula Editore (Cagliari)
- "Passaggio a Nord Ovest" I edizione (2005) - Versante Sud (Milano) - con Fiorenzo Michelin - Guida alle arrampicate del Piemonte
- "Cartoguida Ogliastra" (2008) - Fabula Editore (Cagliari)
- "Cartoguida Nord Sardegna" (2009) - Fabula Editore (Cagliari)
- "Valle dell'Orco" (2010) - Versante Sud (Milano) - in italiano e inglese - - Guida alle arrampicate della Valle dell'Orco
- "Passaggio a Nord Ovest" II edizione (2011) - Versante Sud (Milano) - con Fiorenzo Michelin - Guida alle arrampicate del Piemonte
  - Pietra di Luna" V edizione falesie (2012) - Fabula Editore (Cagliari) - in italiano, inglese e tedesco - Guida alle arrampicate della Sardegna
- "Rocca Sbarua" cartoguida (2013) - Versante Sud Milano
- "Pietra di Luna" trad & multipitches (2014) - Fabula Editore (Cagliari) - in italiano, inglese e tedesco - Guida alle arrampicate della Sardegna
- "La linea invisibile" (2017) - Fabula Editore (Cagliari) - Autobiografia in racconti
- "Baunei, sportclimbing" (2019) - Comune di Baunei - Scalate in territorio di Baunei. Italiano e inglese
- "Pietra di Luna Supramonte" (2020) - Fabula Editore (Cagliari) - in italiano, inglese e tedesco - Guida alle arrampicate nel Supramonte
- "Orco cracks" (2020) - Autore Paolo Seimandi - Maurizio Oviglia Edizioni (Cagliari) - Le 100 più belle fessure della Valle dell'Orco, in italiano e inglese
- "Ossola cracks" (2021) - Autore Enrico Serino - Maurizio Oviglia Edizioni (Cagliari) - Le 100 più belle fessure della Val d'Ossola, in italiano, tedesco e inglese
- "Guida alla sicurezza in arrampicata sportiva" (2021) - Maurizio Oviglia Edizioni (Cagliari)
- "Domusnovas Sportclimbing" (2021) - Autori Maurizio Oviglia e Gianluca Piras - Maurizio Oviglia Edizioni. italiano e inglese
- " Manuale sulla Sicurezza in Arrampicata Sportiva (2021) - Autori Maurizio Oviglia  - Maurizio Oviglia Edizioni. italiano
- "Clean Climbing" (2022) - Autori Maurizio Oviglia e Michele Caminati - Versante Sud Edizioni. italiano
- "Ulassai/Jerzu/Osini Sportclimbing" (2023) - Autori Maurizio Oviglia e Gianluca Piras - Maurizio Oviglia Edizioni. italiano e inglese
- "Multipitches!" (2023) - Autori Maurizio Oviglia  - Maurizio Oviglia Edizioni. italiano e inglese

## Film
- Blu Trad (2012) - Arrampicate tradizionali a Capo Pecora - Sardegna - Selezionato al Trento Film Festival[7]
- Altri Cieli (2015) - Ulassai, tra arte ed arrampicata - Selezionato al Film Festival di Sestriere[8]
- Garibaldi, arrampicate di altri tempi (2016)

## Premi
- 1998 Cardo d'Argento per la guida "Sardegna", CAI TCI, giuria presieduta da Mario Rigoni Stern[9]
- 2006 Premio Paolo Consiglio del CAI per la salita "Come to Derwish" nel Massiccio dell'Ala Daglar in Turchia, realizzata con Rolando Larcher[10]
- 2010 Premio “Amici del Gran Paradiso” promosso da La Stampa di Torino[11]
- 2023 Primo Premio sezione guide Leggimontagna Tolmezzo per Clean Climbing, Versante Sud, scritto con Michele Caminati